# Žalpė (přítok Šešuvisu)
Žalpė je říčka v Litvě, v Žemaitsku, pravý přítok řeky Šešuvis. Protéká okresy Kelmė a Raseiniai. Pramení 4 km na západ od vsi Lioliai. Klikatí se v celkovém směru jižním. Vlévá se do Šešuvisu 1 km na západ od vsi Pašešuvys, 95,7 km od jeho ústí do řeky Jūra jako jeho pravý přítok.

## Přítoky
- Levé:

| Hydrologické pořadí | Řeka    | Délka (km) | Povodí (km²) | Vzdálenost od ústí (km) | Ústí kde | Koordináty ústí |
| ------------------- | ------- | ---------- | ------------ | ----------------------- | -------- | --------------- |
| 16010739            | Žalpikė | 4,1        | 19,2         | 13,5                    | Balos    |                 |
| 16010743            | Driūbas | 3,4        | 2,3          | 5,1                     |          |                 |

- Pravé:

| Hydrologické pořadí | Řeka       | Délka (km) | Povodí (km²) | Vzdálenost od ústí (km) | Ústí kde | Koordináty ústí |
| ------------------- | ---------- | ---------- | ------------ | ----------------------- | -------- | --------------- |
| 16010738            | Balsupis   | 2,3        | 2,6          | 13,7                    | Balos    |                 |
| 16010742            | Gvaizdupis | 3,9        | 4,2          | 9,3                     |          |                 |